# Eneyida

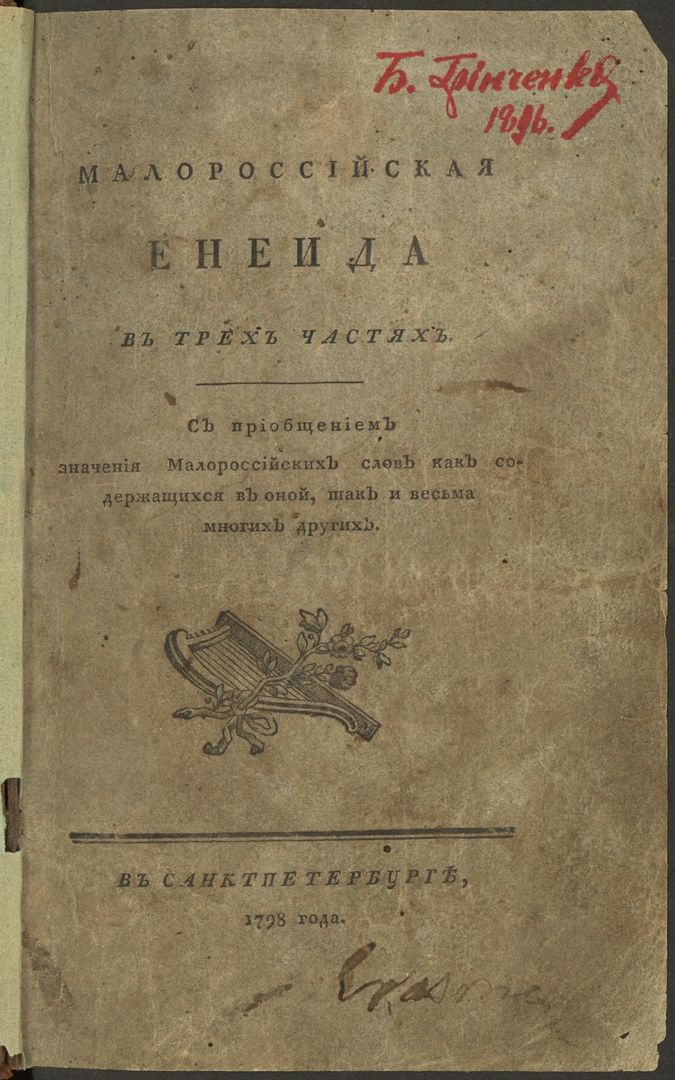
La primera edición de la Eneyida de Kotliarevsky, 1798

Eneyida (Ucraniano: Енеїда) es un poema burlesco en idioma ucraniano, escrito por Ivan Kotliarevsky en 1798. Este poema heroico-satírico se considera la primera obra literaria publicada íntegramente en lengua vernácula ucraniana. La representación de varios elementos de la vida del pueblo ucraniano, su lengua, historia, tradiciones y su vida cotidiana le dio a la obra gran éxito entre sus contemporáneos, causó muchas imitaciones y conllevó al desplazamiento de la antigua lengua literaria en favor de la lengua vernácula. 
Eneyida es una parodia de la Eneida de Virgilio, en ella Kotliarevsky transformó a los héroes troyanos en cosacos de Zaporiyia.  Se trata de una versión nueva de una obra rusa de N. P. Osipov de 1791, que a su vez es una traducción libre del poema francés Le Virgile travesty en vers burlesques de Paul Scarron de 1648 . Los críticos creen que se escribió tras la destrucción de la Sich de Zaporiyia por orden de Catalina la Grande . El poema fue escrito en los inicios del romanticismo y el nacionalismo en Europa. Época en la que una parte de la élite ucraniana sentía nostalgia por la época de los cosacos.
Las tres primeras partes fueron publicadas en 1798 en San Petersburgo, sin el conocimiento del autor. La Eneyida se publicó completa después de la muerte de Kotliarevsky en 1842.
El poema figura entre los 100 mejores de la lista "De Skovoroda a la época moderna: Las 100 obras creativas más importantes de Ucrania". 

## Argumento

### I
Después de la destrucción de Troya por los griegos, Eneas (Enei) huyó con un grupo de troyanos por mar. Juno, que no amaba a Eneas, el hijo de Venus, corrió hacia el dios del viento Eolo para provocar una tormenta y ahogar a los troyanos. Eolo desató los vientos y provocó una terrible tormenta. Pero Eneas sobornó al dios del mar, Neptuno, y la tormenta amainó. Venus, preocupada por su hijo, fue a quejarse de Juno ante Zeus.
Zeus explicó que el destino de Eneas ya estaba decidido: iría a Roma para "construir un reino fuerte", "reducir a todo el mundo a la servidumbre" y que "serán líderes". Después de largas peregrinaciones, los troyanos llegaron a Cartago, donde gobernaba Dido. La reina se enamoró de Eneas y lo distrajo para que se olvidara de su objetivo principal: la construcción de Roma. Zeus, mirando la tierra desde el Olimpo, vio esto, se enojó y envió a Mercurio para recordarle a Eneas su deber. Eneas y los troyanos huyeron de Cartago por la noche, y Dido se suicidó por el dolor.

### II
Los troyanos navegaron por el mar y desembarcaron en Sicilia, donde gobernaba el rey Acesto. Los sicilianos los recibieron hospitalariamente. Eneas decidió organizar un velorio para su padre Anquises. Durante la fiesta y los juegos troyanos, Juno envió a su doncella a la tierra, quien convenció a las mujeres de quemar los barcos. Hubo un gran incendio. Eneas pidió lluvia a los dioses. La lluvia cesó y algunos barcos sobrevivieron. Eneas se fue a la cama triste y vio a su padre en sueños. Anquises prometió que todo estaría bien y le pidió que lo visitara en el hades.

### III
Tras partir de Sicilia, los troyanos navegaron por el mar durante largo tiempo, hasta que desembarcaron en Cumas. Eneas buscaba la forma de visitar el hades cuando se encontró con Sibila, la adivina, quien prometió llevar a Eneas a cambio de un soborno al dios del sol Febo y un regalo para ella. A la entrada encontraron a Cerbero, pero la adivina lo calmó con pan. Allí vieron a los pecadores atormentados en el hades: señores, mentirosos, tacaños, padres estúpidos… Eneas se encontró con Dido y los troyanos caídos. Finalmente, se reunió con su padre Anquises, quien le dijo que Eneas fundaría "una familia grande" y que "gobernaría el mundo entero".

### IV
Los troyanos, liderados por Eneas, continúan su viaje. El marinero guía ve una isla gobernada por la cruel reina Circe, que convierte a las personas en animales. La isla no podía ser ignorada. Eneas se dirige a Eolo y le pide evitar problemas. Eolo los ayuda y el ejército continúa su viaje.
Eneas y sus troyanos navegan hacia la isla gobernada por el rey latino junto con su esposa Amata, ellos van a casar a su hija Lavinia con el Rey Turn. Mientras tanto, Eneas envía soldados de reconocimiento. Le dicen que los lugareños hablan latín. Eneas y su ejército aprenden latín en una semana. Entonces Eneas envía un mensaje al rey y éste recibe a sus hombres con honores, deseando que Eneas se convierta en su yerno. Mientras tanto, Juno observa la suerte de Eneas y decide darle una buena lección por su comportamiento insolente.
La diosa envía a las Erinias, para perturbar sembrar el conflicto. Por lo que Turno, el rey de los rútulos, decidió declarar la guerra a los latinos.

### V
Eneas se durmió y en sueños un anciano le aconsejó que para derrotar a Turno debía hacerse amigo de los arcadios, que eran enemigos de los latinos. Decidió obedecer su visión y buscó la amistad de Evandro, rey de los arcadios, quien acepta ayudar. 

Juno envió a una criada para advertir a Turno sobre un posible ataque de Eneas y el consejo de atacar primero. Así, asedia la fortaleza troyana, pero no puede tomarla, luego quema su flota. Zeus al ser advertido convierte las naves de los troyanos en sirenas y los rútulos huyen despavoridos. Entonces hubo silencio. 
Nyz y Evrial, eran jóvenes guerreros, que estaban de guardia. Nyz se ofrece a entrar en el campamento de los rútulos y vencerlos. Él quiere hacerlo solo, porque Evrial tiene una madre anciana y mientras que Nyz no tiene a nadie. Sin embargo, su compañero no está de acuerdo y se van juntos. Nyz y Evrial demostraron un gran coraje, mataron a muchos enemigos y al regresar, se encontraron con latinos que se dirigían a su campamento. Los jóvenes intentaron esconderse en el bosque, pero los latinos los encontraron, rodearon el bosque, del que "no podían escapar", y comenzaron a buscar a la "pareja valiente". Cuando capturaron a Evrial, Nyz trepó a un sauce, dejó caer su lanza y así quedó expuesto. El coronel Wolsent ejecutó a Evrial y Nyz cayó en la batalla.
Comienza una feroz batalla. Turno se dirige con su ejército a la fortaleza, y los troyanos se defienden valientemente; Juno interviene de nuevo y defiende a Turno. Cuando los rútulos están derrotando a los troyanos y quieren abandonar la fortaleza, el jefe de artillería los amonesta para recordarles que Eneas "nos considera soldados, los nietos de los abuelos más gloriosos". Los troyanos, avergonzados, pasaron a la ofensiva, y Turno huyó.

### VI
Enfadado con los dioses por su intervención, Zeus les prohíbe intervenir. Venus y Juno discuten.
Mientras tanto Eneas navega en un barco para ayudar a los troyanos. Cuando todos duermen, él piensa en cómo derrotar a Turno. De repente ve una mavka en el agua. Ella le cuenta que Turno y sus soldados ya comenzaron a luchar contra los troyanos y casi quemaron su flota. Eneas corre al rescate y se lanza inmediatamente a la batalla. 

Al día siguiente, Eneas enterró a los muertos. Amata, la reina latina, se opone al matrimonio de su hija con Turno, porque está secretamente enamorada de él. Eneas se ofrece a organizar un duelo uno contra uno contra Turno, este último se prepara a regañadientes para el duelo. 
Al día siguiente, ambos bandos tomaron posiciones para observar la batalla. Juno envía a Yuturna para ayudar a Turno. Ella comienza una pelea entre los troyanos y los rútulos de nuevo. Eneas resultó herido durante la escaramuza.
Creyendo que Turno está muerto, Amata decide ahorcarse. Esta noticia asustó a todos. Finalmente, Eneas va a su duelo con Turno, este último pierde su estaba de un golpe durante el combate. Juno, a tráves de la mano de Juturna, le da a Turno otra espada. El duelo continúa. Tras de derribar a Turno, Eneas se preparaba para matarlo, tras dudarlo un instante lo hace al notar que vestía la armadura de uno de sus hombres.

## Adaptaciones
- Eneyida, película de animación ucraniana de 1991 dirigida por Volodymyr Dakhno. [3]